# Собор Успения Пресвятой Девы Марии (Куско)

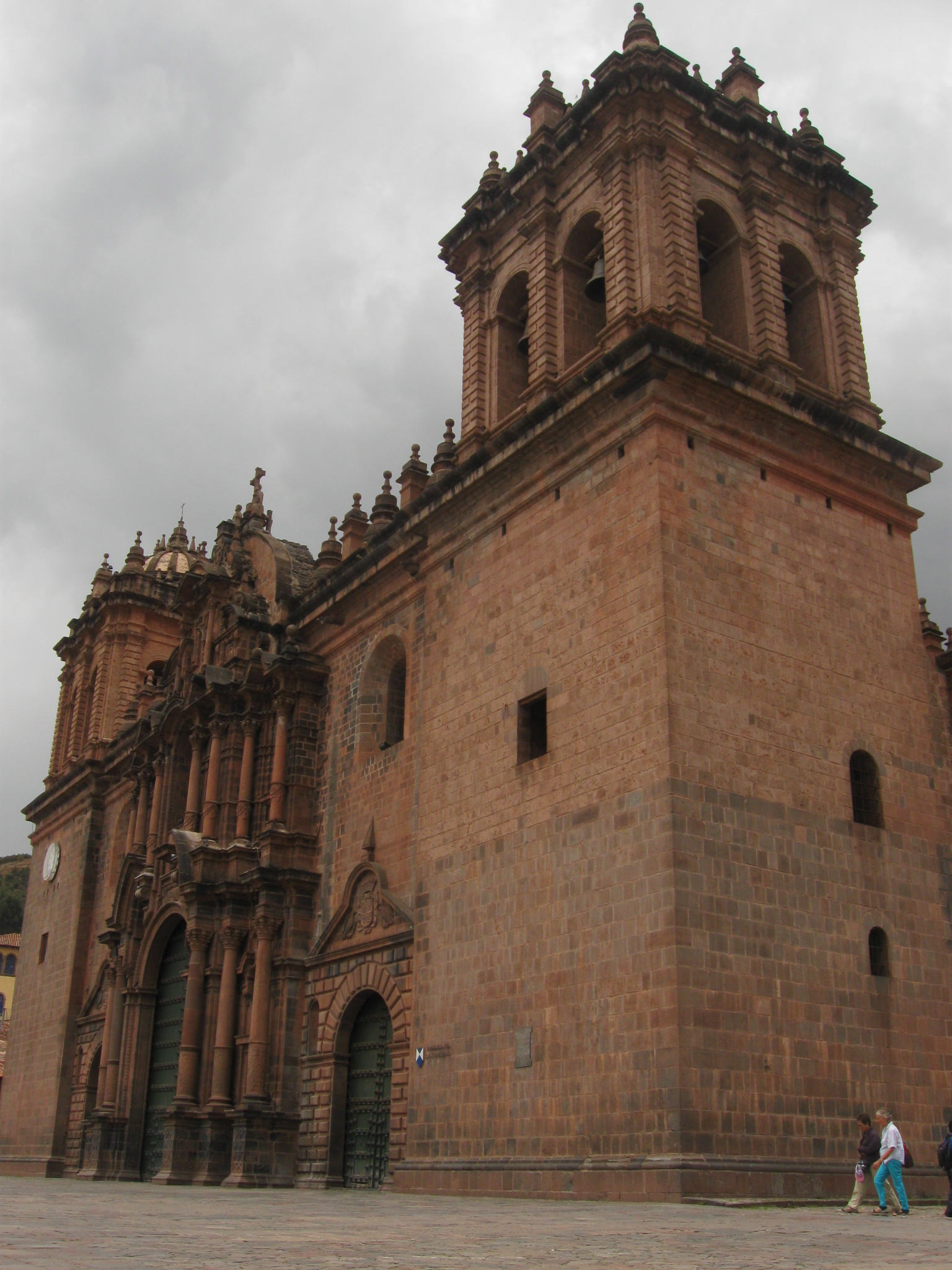
Боковой вид на Кафедральный собор

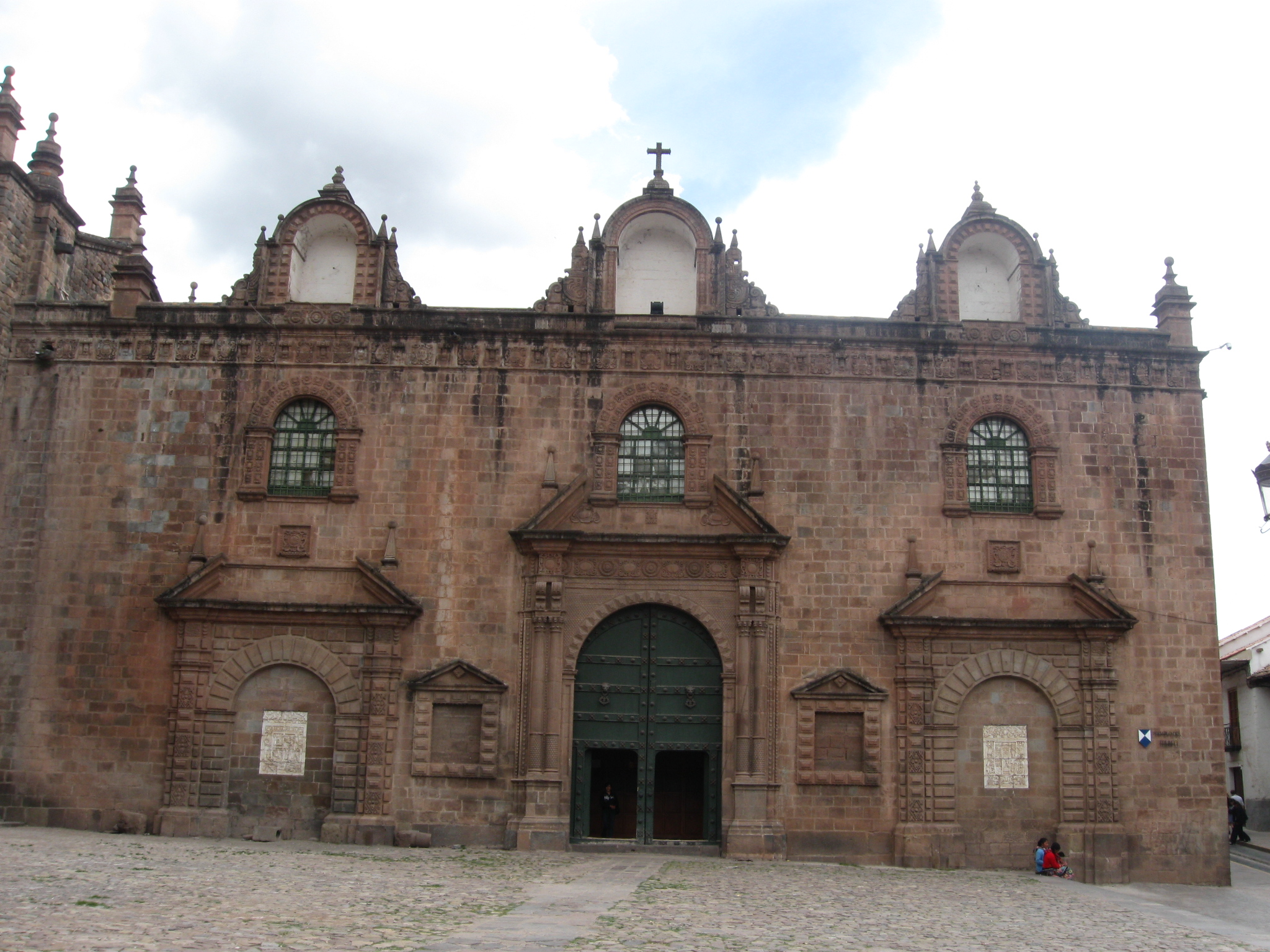
Фасад Церкви Триумфа (Iglesia de El Triunfo)

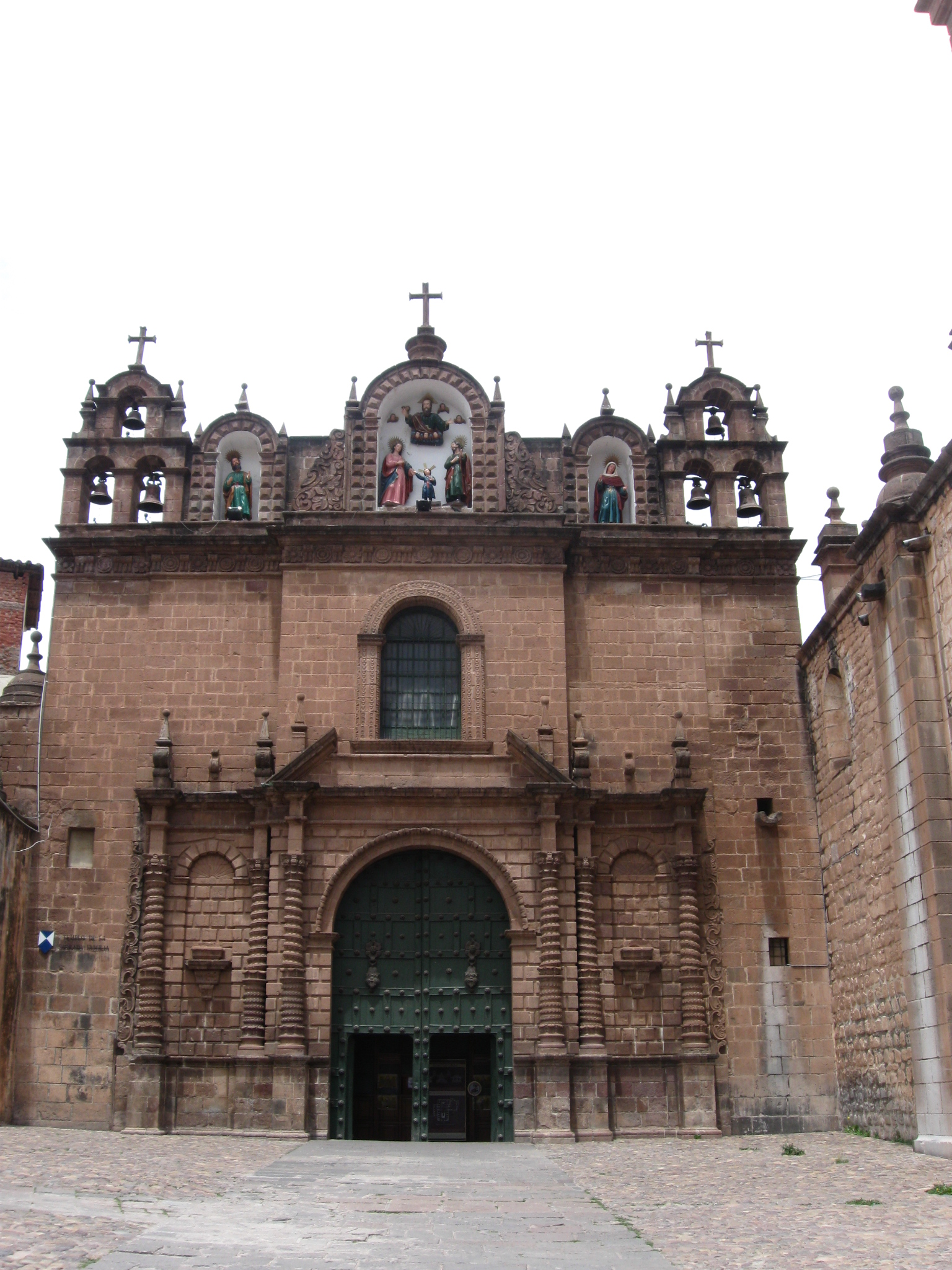
Фасад Церкви Святого Семейства (Iglesia de la Sagrada Familia)

Собор Успения Пресвятой Девы Марии, также известный как Кафедральный собор Куско, — кафедральный собор архиепархии Куско. Он расположен на одной из главнейших улиц Куско (Перу), называемой Авенида де Соль (Avenida de Sol). Строительство собора было завершено в 1654 году, спустя почти сотню лет после его начала.
Рядом к собору примыкает Церковь Триумфа (Iglesia del Triunfo), первая христианская церковь, построенная в Куско. Церковь Ла-Компаниа (Iglesia de la Compania de Jesus), также расположенная у собора на Пласа-де-Армас (Plaza de Armas), была построена в одно время с Кафедральным собором.
Кафедральный собор, кроме того, стал местом нахождения множества предметов искусства колониального периода истории Куско. Также он обладает рядом археологических артефактов и реликвий. Кафедральный собор был включён в составе Куско в Список всемирного наследия ЮНЕСКО в 1983 году. С 1928 года — малая базилика.

## История

### Кишуарканча
Инки построили храм, известный как Кишуарканча на главной площади Куско. Он служил дворцом для инки Виракочи, правителя Империи Инков за около столетия до появления испанцев.
Около Кишуарканчи располагался Сунтур Васи, оружейный и семейный центр семьи Инки. Когда конкистадоры захватили Куско, они решили снести строения инков и построить на этом видном месте христианский собор.

### Кафедральный собор Санто-Доминго
Работы по строительству собора начались в 1559 году на основе фундамента Кишуарканчи. Он был задуман в форме латинского креста. Место дворца Виракочи было выбрано также для того, чтобы искоренить в Куско языческую религию инков, заменив её испанским католичеством., так как прошло всего 26 лет после завоевания испанцами Куско, и среди местного населения были сильны традиции и верования инков. Испанцы использовали инков в качестве рабочей силы при строительстве собора.
Первоначальный облик собора был разработан испанским архитектором и конкистадором Хуаном Мигелем де Вераменди. Его план в форме латинского креста с тремя нефами включал крышу, поддерживаемую всего 14 колоннами. Строительство продолжалось на протяжении 95 лет, и им руководили испанские священники и архитекторы,.
Большую часть камня для строительства собора бралась из Саксайуамана, крепости инков на холме над Куско. Но из-за своих огромных размеров Саксайуаман не сильно пострадал от этого изъятия. Как и строительство на фундаменте дворца и храма Виракочи, использование камня из священного для инков Саксайуамана производилось в том числе и для того, чтобы унизить религию инков. Как только испанцы узнали, что песок на главной площади считается священным для инков, они стали его использовать в строительном растворе.

## Архитектура
Архитектурный стиль собора можно определить как готический ренессанс, характерный для Испании периода завоевания Латинской Америки, в том числе и Куско. Также присутствуют и элементы барокко в фасаде, выходящем на Пласа-де-Армас.
Инки тем не менее оставили в оформлении собора некоторые свои символы, к примеру, резную голову ягуара на дверях.